# 瓜雷伊
瓜雷伊是巴西圣保罗州的一个市镇。总面积566.26平方公里，总人口13202人，人口密度23.3人/平方公里。